# Nucetu (okręg Călărași)
Nucetu – wieś w Rumunii, w okręgu Călărași, w gminie Lupșanu. W 2011 roku liczyła 756 mieszkańców.